# De laatste fles ter wereld
De laatste fles ter wereld is een hoorspel naar het verhaal The Last Bottle in the World van Stanley Ellis, in 1968 gepubliceerd in Ellery Queen's Mystery Magazine. Bruce Beeby bewerkte het en de BBC zond het uit op 7 april 1971. Yvonne Keuls vertaalde het en de TROS zond het uit op woensdag 25 december 1974, van 23:00 uur tot 23:55 uur. De regisseur was Harry Bronk.

## Rolbezetting
- Jan Borkus (Arnold)
- Paul van der Lek (Richard)
- Paula Majoor (Sophia)
- Bert Dijkstra (Kassoulas)
- Willy Ruys (De Marechal)
- Frans Vasen (ober)

## Inhoud
Het is een merkwaardig verhaal, dat de wijnkoper Drummond te vertellen heeft. Zeker is het wel het spannendste avontuur dat de hij in zijn lange loopbaan heeft meegemaakt. Ruim 40 jaar lang heeft in zijn wijnkelder één enkele fles Nuits St. Oen geprijkt uit het jaar 1929. Alle andere flessen werden reeds jaren geleden verkocht en vele wijnkenners hebben zich al jaren afgevraagd of de kwaliteit van de destijds zeer geroemde wijn na al die jaren nog steeds exquis is gebleven, of dat de wijn in de loop der jaren is verschraald. Natuurlijk spreekt een dergelijke fles sterk tot de verbeelding en zo heeft de heer Drummond reeds talloze aanbiedingen gehad om de fles te verkopen. Ten slotte is hij voor de verleiding bezweken en heeft hij deze unieke fles voor een gigantisch bedrag verkocht aan de rijke Griekse scheepsmagnaat Kassoulas, die als tegenprestatie een dinertje aanbiedt aan zijn particuliere wijninkoper en aan de heer Drummond. Als op de bewuste feestelijke avond de fles met alle omzichtigheid op de dinertafel is geplaatst en op het punt staat te worden geopend, wordt de spanning bij de heer Drummond, de wijninkoper en de vrouw van de reder duidelijk voelbaar. De fles valt, maar wat is de werkelijke oorzaak?